# Irozuki Tingle no Koi no Balloon Trip
Irozuki Tingle no Koi no Balloon Trip (いろづきチンクルの恋のバルーントリップ, Irozuki Chinkuru no Koi no Barūn Torippu) é um jogo eletrônico de aventura desenvolvido pela Vanpool e publicado pela Nintendo para Nintendo DS. Uma sequência de Freshly-Picked Tingle's Rosy Rupeeland, ele foi lançado exclusivamente no Japão em 6 de agosto de 2009. Assim como seu predecessor, ele estrela Tingle, um personagem da série The Legend of Zelda.

## Enredo
A narrativa do jogo começa com um homem ordinário de 35 anos de idade que assiste a um programa de vendas na televisão e encomenda um livro que promete tornar seus leitores populares entre as mulheres. Quando o homem abre o livro, ele é sugado para um mundo de gravuras. Nesse mundo, ele se torna Tingle, vestindo uma roupa verde. Tingle encontra três personagens que o acompanho em sua jornada para escapar o mundo: Kakashi o espantalho, Buriki a mulher robótica de lata, e Lion o leão. Esses personagens são inspirados pelo Espantalho, o Homem de Lata e o Leão Covarde de O Maravilhoso Mágico de Oz, respectivamente.

## Jogabilidade
O jogador deve resolver diversos quebra-cabeças que requerem o uso de diferentes habilidades dos três parceiros de Tingle. Kakashi não tem inteligência, mas é pequeno e portanto pode entrar em lugares apertados. Buriki é muito inteligente, mas não tem coração, e consegue resolver com esperteza quebra-cabeças que os outros parceiros de Tingle não conseguem. O último membro do grupo de Tingle, Lion, é mais poderoso que os outros dois, mas covarde. Muitas das ações do jogo são realizadas através da stylus do Nintendo DS. Outro elemento central da jogabilidade é a interação romântica com cinco diferentes personagens femininas. O jogador deve encontrar as palavras certas durante os diálogos e presentear os interesses amorosos de Tingle com os melhores itens para ganhar sua afeição. Isso é necessário para continuar a aventura. Para completar o jogo, Tingle deve ter algum nível de relacionamento com todas as garotas. Ao contrário de seu predecessor, Irozuki Tingle no Koi no Balloon Trip é controlado totalmente pela tela de toque, com exceção de um pequeno minijogo.

## Recepção
A Famitsu deu a Irozuki Tingle no Koi no Balloon Trip uma nota de 34/40. Ele foi o 9º jogo mais vendido no Japão durante sua semana de lançamento, vendendo 33.498 unidades. Na semana seguinte, ele foi o 9º jogo mais vendido novamente, com 17.956 cópias adicionais vendidas. Em agosto de 2009, o jogo vendeu um total de 70.544 unidades, sendo o 10º jogo mais vendido naquele mês.